# Język yugambeh
Język yugambeh (także: mibanah od wyrażenia mibanah gulgun; bandjalang tweed-albert) – język australijski zaliczany do rodziny pama-nyungańskiej, pierwotnie używany przez lud Yugambeh. Według danych z 2016 roku posługuje się nim 18 osób. Składa się z czterech dialektów: minjangbal, nganduwal, ngaraangbal, yugumbir.